# Hohe Flum
Der oder die Hohe Flum ist mit 536,4 m ü. NHN die höchste Erhebung des Gebirgszugs Dinkelberg. Er liegt zwischen den Ortschaften Wiechs und Nordschwaben im baden-württembergischen Landkreis Lörrach. Auf dem Berg steht der Aussichtsturm Hohe Flum.

## Geographie

### Lage
Der Hohe Flum befindet sich östlich des Zentrums des Dinkelbergs, der – abgesehen vom westlichsten, auf Schweizer Territorium gelegenen Teil – vollständig innerhalb des Naturparks Südschwarzwald liegt. Die flache Gipfelkuppe liegt rund 500 m südlich vom Ortsrand Wiechs', dem südlichsten Stadtteil von Schopfheim auf Wiechser Gemarkung, und etwa 800 m nordwestlich vom Ortsrand Nordschwabens, dem nördlichsten Stadtteil von Rheinfelden (Baden).
Nach Norden fällt die Landschaft in das Wiesental ab, nach Süden leitet sie über die Hochlagen des Dinkelbergs zum Tal des Hochrheins über.

### Naturräumliche Zuordnung
Der Hohe Flum gehört in der naturräumlichen Haupteinheitengruppe Hochrheingebiet (Dinkelberg und Hochrheintal) (Nr. 16) und in der Haupteinheit Dinkelberg (161) zum Naturraum Östliches Dinkelbergplateau (161.02).

## Aussichtsturm Hohe Flum

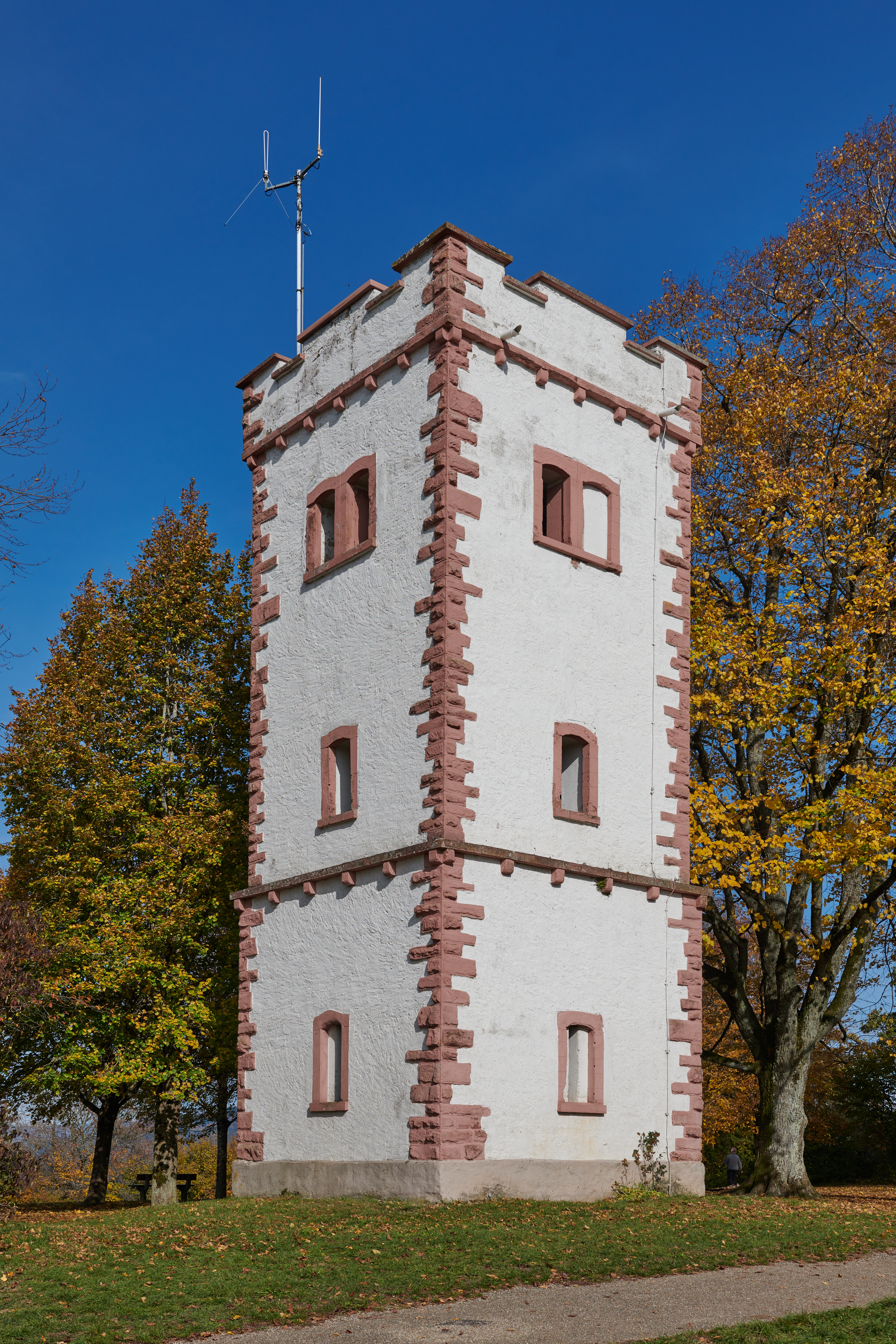
Aussichtsturm Hohe Flum

Auf der Hohen Flum steht ein steinerner Aussichtsturm. Der Turm hat eine quadratische Grundfläche von 5,10 Meter Seitenlänge und ist 13,5 Meter hoch. 62 Stufen führen zur Aussichtsplattform.
1873 wurde eine Turmbaukommission gegründet, die Spenden für den Turmbau sammelte. Der badische Landtagsabgeordnete Wilhelm Fleiner war Vorsitzender. Carl August Friesenegger (1798–1875), ein Bruder des Malers Gustav Wilhelm Friesenegger, hatte die Pläne für den Turm erstellt. Anfang des Jahres 1874 wurden die Aufträge vergeben und die Arbeiten begannen im März. Am 4. Mai 1874 erfolgte die Grundsteinlegung, wobei verschiedene Urkunden, Zeitungen, Fotografien und Münzen eingemauert wurden. Zu den Förderern des Turmbaus gehörte schon 1874 der Badische Schwarzwaldverein, Ortsverein Schopfheim.
Am 8. und 9. August 1874 fand auf dem Hohen Flum das Schopfheimer Bezirks-Sängerfest statt in dessen Rahmen am 8. August der Turm an die Gemeinde Wiechs übergeben und am 9. August eingeweiht wurde. Da der Kostenvoranschlag aus verschiedenen Gründen um etwa 100 % überschritten wurde, war die Turmbaukommission verschuldet und die Gemeinde Wiechs übernahm den Turm, samt den Schulden. Auch die Gemeinde hatte Mühe mit der Last der Schulden und des Unterhalts, da die Eintrittsgelder für den Turm nicht ausreichend waren und auch immer wieder die Forderung nach freiem Eintritt erhoben wurde. 1897 bot die Gemeinde den Turm dem Schwarzwaldverein an, der 1894 den Hohe-Möhr-Turm errichtet hatte. Der Verein sah sich jedoch nicht in der Lage, die Doppelbelastung zu schultern. Es wurde jedoch vereinbart, dass der Verein der Gemeinde eine Pauschale für die Eintrittsgelder bezahlen würde, sofern diese Besuchern freien Eintritt gewähren und den Bauunterhalt übernehmen würde. Die Gemeinde konnte diese Verpflichtung jedoch nicht einhalten und der Turm verfiel zunehmend. 1914 war er in einem sehr schlechten Zustand und wurde ohnehin wegen des Ersten Weltkriegs geschlossen. Spätestens 1918 befand sich im Turm ein Posten zur Beobachtung feindlicher Flugbewegungen. 1921 sollte der Turm mit Basler Hilfe wieder instand gesetzt werden und war 1922 wieder zugänglich. Aber bereits am 22. Juni 1922 wurde er durch einen Brand schwer beschädigt. In den Jahren 1924 bis 1927 wurde der Turm dann wieder hergerichtet, wobei jeweils die Gemeinde und der Schwarzwaldverein Mittel aufbrachten. Während des Zweiten Weltkrieges wurde 1939 bis 1945 auf dem Turm wieder ein Fliegerbeobachtungsposten eingerichtet. Am 9. August 1999 gab es zum 125-jährigen Jubiläum ein Fest in dessen Vorfeld der Turm einer gründlichen Renovation unterzogen wurde.
Von der Aussichtsplattform des Turmes, der heute unter Denkmalschutz steht, bietet sich ein Rundblick zu Teilen des Südschwarzwaldes und Bereichen der südlichen Vogesen; insbesondere aber blickt man nach Süden über den Schweizer Jura hinweg zu den Berner Alpen. 120 Meter ostnordöstlich des Turms steht das Hotel-Restaurant Hohe Flum.

## Verkehr und Wandern
Über die Ostflanke des Hohen Flum verläuft etwa 500 m ostsüdöstlich des Gipfels zwischen den Ortschaften Wiechs und Nordschwaben die Kreisstraße 6336; von dieser zweigt bei Wiechs eine Stichstraße ab, die zur Gipfelregion führt. Der Hohe Flum ist eine Station der zwölften Etappe des Schwarzwald-Westwegs (Pforzheim–Basel) und zwar der Variante B (Östliche Strecke).
Über die Westflanke des Berges verläuft der Feld- und Waldweg Rheinfelder Weg.

## Veranstaltungen
Seit 1993 veranstaltet der Reitverein Wiesental jeweils an Allerheiligen einen Sternritt zur Hohen Flum. 2017 nahmen mehr als 200 Reiter aus Deutschland und der Schweiz an diesem Sternritt teil.